# Stazione di Gaggio Porta Est
La stazione di Gaggio Porta Est è una fermata ferroviaria della linea Venezia-Trieste, posizionata a Gaggio di Marcon. È gestita da RFI.

## Storia
La fermata di Gaggio Porta Est venne attivata il 13 dicembre 2008, sostituendo l'originaria fermata.

## Strutture e impianti
La fermata è dotata dei due binari di corsa. I marciapiedi sono di lunghezza pari a 220 metri e sono posizionati alla sinistra di entrambi i binari. Gli utenti possono accedervi grazie ad un sottopassaggio.
È realizzata secondo i parametri SFMR e serve la zona commerciale di Marcon, a cui è adiacente: tutti i negozi si trovano entro un raggio di 1000 metri dalla nuova stazione.
Oltre alla nuova viabilità stradale, una pista ciclopedonale parallela ai binari collega la vecchia e la nuova fermata.

## Servizi
La stazione dispone dei seguenti servizi:
- Parcheggio di scambio (401 parcheggi totali)[2]
- Sottopassaggio
- Accessibilità per portatori di handicap

## Interscambi

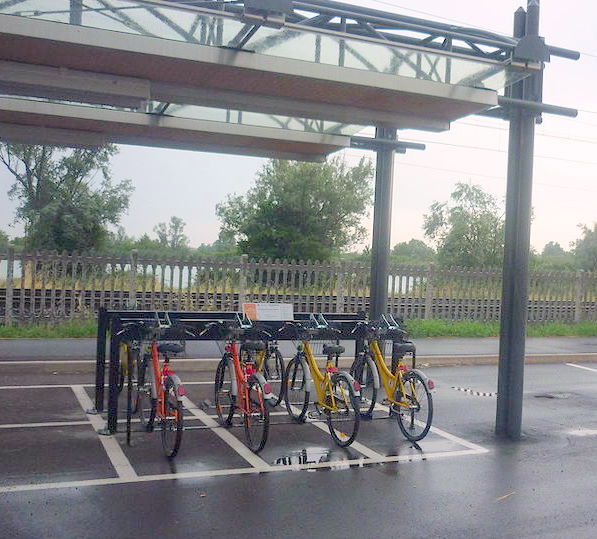
Le bici del bike sharing

La stazione è servita dalla linea urbana ACTV 9.
Negli stalli delle biciclette della stazione è collocata la stazione del servizio bike sharing di Marcon. L'altra stazione del servizio bike sharing è collocata nei pressi del Municipio.